# America Town
America Town é o segundo álbum do Five for Fighting, lançado em 2000.
| Críticas profissionais                                                      | Críticas profissionais |
| Avaliações da crítica                                                       | Avaliações da crítica  |
| Fonte                                                                       | Avaliação              |
| --------------------------------------------------------------------------- | ---------------------- |
| Allmusic                                                                    | [ 1 ]                  |
| Esta tabela precisa de ser acompanhada por texto em prosa. Consulte o guia. |                        |

## Faixas do CD
1. "Easy Tonight"  (Ondrasik) - 4:08
2. "Bloody Mary (A Note on Apathy)"  (Ondrasik, Wattenberg) – 3:46
3. "Superman (It's Not Easy)"  (Ondrasik) – 3:45
4. "America Town"  (Ondrasik) – 3:52
5. "Something About You"  (Ondrasik) – 4:02
6. "Jainy"  (Ondrasik) – 3:53
7. "Michael Jordan"  (Ondrasik) – 3:00
8. "Out of Love"  (Ondrasik, Wattenberg) – 3:04
9. "The Last Great American"  (Ondrasik) – 3:53
10. "Love Song"  (Ondrasik) – 3:41
11. "Boat Parade"  (Ondrasik) – 2:50
12. "Alright"  (Ondrasik) – 3:19